# Daniela Nieves
Daniela Nieves (Maracaibo,Venezuela, 4 de julio de 1997) es una actriz venezolana-estadounidense, conocida por interpretar a Andrea «Andi» Cruz en las series de Nickelodeon Every Witch Way y WITS Academy.

## Filmografía
| Año       | Título                | Papel              | Notas                          |
| --------- | --------------------- | ------------------ | ------------------------------ |
| 2006      | La viuda de Blanco    | Patricia Giraldo   | Telenovela                     |
| 2008      | El Rostro de Analía   | Adriana Montiel    | Telenovela                     |
| 2011      | Una maid en Manhattan | Alejandra Varela   | Telenovela                     |
| 2014      | Mi corazón es tuyo    | Guadalupe Martínez | 1 capítulo                     |
| 2014–2015 | Every Witch Way       | Andrea "Andi" Cruz | Serie de televisión            |
| 2015      | W.I.T.s Academy       | Andrea "Andi" Cruz | Serie de televisión            |
| 2015      | Talia in the Kitchen  | Andrea "Andi" Cruz | Episodio: "Every Witch Lola's" |
| 2022      | Vampire Academy       | Lissa Dragomi      | Temporada 1                    |